# Edge of Darkness
Edge of Darkness es una película estadounidense de suspenso de 2010, basada en la serie de TV homónima de la BBC, dirigida por Martin Campbell y protagonizada por Mel Gibson y Ray Winstone. Fue producida por Michael Wearing, quien dirigió y produjo la serie respectivamente. La trama sigue a un detective (Gibson) en su búsqueda de respuestas en torno al asesinato de su hija activista (Bojana Novakovic), mientras va descubriendo conspiraciones políticas que amenazan con obstaculizar su labor. 
La película es distribuida por Warner Bros. Pictures, que también se encargó de distribuir la película de 1943 del mismo nombre.

## Argumento
Una mañana, tres cadáveres son descubiertos flotando en el río Connecticut, al occidente de Massachusetts. En South Station, Boston, Thomas Craven (Mel Gibson) acude a recoger a su hija, Emma (Bojana Novakovic), quien acaba de llegar para visitarlo. Antes de abordar el auto de Thomas, Emma vomita; ya en su hogar, mientras él está preparando la cena, Emma comienza a sangrar por la nariz y vomita de manera repentina, por lo que Thomas decide llevarla al hospital rápidamente. Sin embargo, al salir de su casa, un hombre enmascarado a bordo de una camioneta grita: "Craven", y acto seguido dispara en dos ocasiones contra Emma, quien sale expulsada violentamente debido al impacto de las balas. Segundos después, fallece en los brazos de Thomas.
Al principio, todos consideran que él, un detective, era el verdadero objetivo del homicida, pero Thomas descubre luego que su hija tenía una pistola en su dormitorio, así que sospecha que ella era el blanco. Tras buscar al propietario del arma, descubre que le pertenece al novio de Emma: David (Shawn Roberts); ocurre que el joven se halla temeroso de la compañía Northmoor donde Emma trabajaba. Con el paso del tiempo, Thomas habría de descubrir que ella temía que Northmoor estuviera fabricando armas nucleares para el gobierno de Estados Unidos, disimulándolas como si fueran en realidad para otros países extranjeros, con lo que en caso de un ataque terrorista, el gobierno estadounidense no sería culpado de ello. Sin embargo, el plan de sacar a la luz este siniestro proyecto falla, y Emma es envenenada con talio por medio de un cartón de leche orgánica. Cuando se encuentra quemando las pertenencias de su hija en el patio de su casa, Thomas es interceptado por Jedburgh (Ray Winstone), un "consultor" asignado para prevenir que Craven descubra cualquier información relacionada con su hija o, en caso contrario, tendría que matarlo. Sin embargo, Jedburgh simpatiza con él y, en cambio, le permite continuar investigando. A través del desarrollo de la trama, Thomas imagina que su hija todavía se encuentra junto a él, inclusive llegando a tener breves conversaciones e interacciones con ella.
Asimismo, se enfrenta a varios mercenarios de Northmoor, descubriendo que el contacto activista de Emma es un tal Jack Bennet (Danny Huston), líder de la empresa mencionada, quien es el responsable directo de la muerte de ella, así como de los activistas con los que trabajaba para robar evidencia de las armas nucleares ilícitas. En el proceso, un sicario de Northmoor es asesinado debido a que falló en su objetivo de asesinar al novio de Emma; después de ello, Northmoor habría de asignar a otro en su lugar para matar a cualquier activista que le revele información confidencial a Thomas. Tras confrontar a un abogado y un senador con los que su hija tuvo contacto, Thomas logra conocer casi todo sobre lo ocurrido a Emma, por lo que Bennett decide matarlo también por medio de envenenamiento con talio, al igual que ocurriera con ella.
Un Thomas severamente enfermo logra llegar a la casa de este último y, tras matar a un par de mercenarios (uno de los cuales es el asesino de su hija), recibe un impacto de bala por parte de Bennet. No obstante, Thomas logra reponerse y envenenarlo con la leche radiactiva. Ante esta situación, este último corre para tomarse las píldoras que contrarrestan el efecto de la radiactividad, pero Tom logra matarlo antes. 
Tras estos eventos, Thomas es hospitalizado por las heridas de bala y el envenenamiento radiactivo. Jedburgh, quien sufre de una enfermedad terminal, se encuentra con Moore, el senador (para el que se encontraba trabajando) y un consejero político. Una vez que escucha sus propuestas sobre cómo manejar la situación en torno al incidente de Northmoor de la mejor manera, les dice que todo está hecho ya y sugiere un intento de asesinato al senador como una historia creíble para los medios, con tal de hacer que se preste demasiada atención a la muerte del líder de la empresa. Satisfechos con la propuesta, Jedburgh le dice al senador que se encuentra del lado equivocado de "la ecuación", así que dispara contra él y los otros hombres en el interior de ese cuarto, antes de que un policía de Massachusetts le dispare a este último. 
Mientras tanto, en el hospital, Thomas vuelve a mirar a su hija en la habitación; en algún otro lugar, una reportera abre una carta enviada por él con los DVD que revelan toda la conspiración (grabados por su hija y los activistas) con los "deseos de buena suerte" de Thomas, con lo que se asegura el cierre de la empresa. Tras morir, Emma y su padre salen tranquilamente del hospital en medio de un resplandor brillante.

## Reparto
- Mel Gibson como Thomas Craven.
- Ray Winstone como Jedburgh.
- Danny Huston como Jack Bennett.
- Bojana Novakovic como Emma Craven.
- Shawn Roberts como David Burnham.
- David Aaron Baker como Millroy.
- Jay O. Sanders como Whitehouse.
- Denis O'Hare como Moore.
- Damian Young como Senator Jim Pine.
- Caterina Scorsone como Melissa.
- Frank Grillo como Agent One.
- Wayne Duvall como Chief of Police.
- Gabrielle Popa como Young Emma.
- Paul Sparks como Northampton Police Detective.